# Central Saint Martins
Central Saint Martins (CSM) es una escuela de arte terciaria pública en Londres, Inglaterra. Es un college parte de la  Universidad de las Artes de Londres. Ofrece cursos de tiempo completo en niveles básico, grado y postgrado, y diversos cursos cortos y de verano.
Anteriormente era denominada Central Saint Martins College of Arts and Design (en español: College Central Saint Martins de Artes y Diseño) .

## Historia
El Central Saint Martins College of Art and Design fue creado en 1989 a partir de la fusión de la Central School of Art and Design, fundada en 1896, y la Escuela de Arte Saint Martin, fundada en 1854. Desde 1986 ambas escuelas han formado parte del London Institute, formado por la Autoridad de Educación de Inner London para ensamblar siete escuelas de Londres de arte, diseño, moda y medios. El London Institute que se convirtió en una entidad legal en 1988, emite certificados y grados sobre los cursos que brinda desde 1993, y se le confirió status de universidad en el 2003 siendo renombrado University of the Arts London en 2004. También incluye el  Camberwell College of Arts, Chelsea College of Arts, el London College of Communication, el London College of Fashion y  Wimbledon College of Arts.
El Drama Centre London, fundado en 1963, se unió a Central Saint Martins en 1999 como una escuela integral, manteniendo su nombre y métodos de enseñanza. La Byam Shaw School of Art, fundada en 1910, se fusionó con Central Saint Martins en el 2003.

### Central School of Art and Design

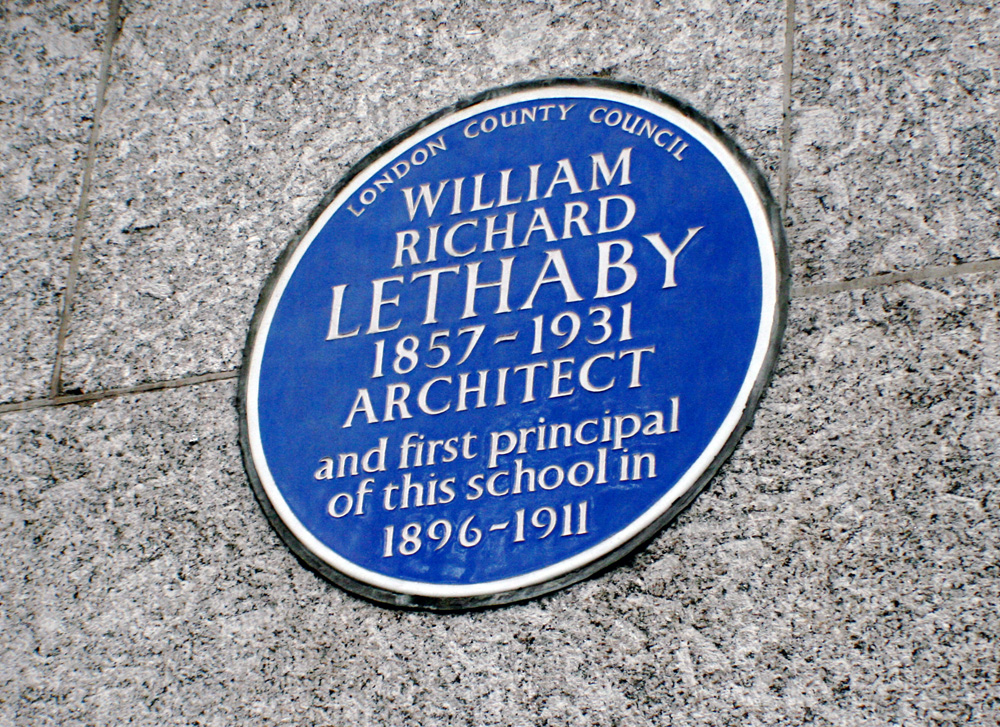
Central School of Art and Design, Southampton Row, Holborn, Londresn WC1B 4AP: Placa azul en memoria de William Lethaby, primer Director de la Central School of Arts and Crafts, colocada por el Consejo del condado de Londres en 1957.

La Central School of Art and Design fue creada con la denominación de Central School of Arts and Crafts en 1896 por London County Council. Se desarrolló del "Movimiento de Artes y Oficios" de William Morris y John Ruskin. El primer director, desde 1896 hasta 1911, fue William Richard Lethaby; una placa azul en su memoria fue erigida en 1957.  La escuela estaba al principio ubicada en Morley Hall, alquilada a la Politécnica de Regent Street. Se trasladó a unas instalaciones especialmente construidas en Southampton Row, en el London Borough of Camden, en 1908.  En el mismo año, la Royal Female School of Art, establecida en 1842, se fusionó con la escuela.  Central pasó a formar parte del London Institute en 1986 y se fusionó con Saint Martin's en 1989. 

### Saint Martin's School of Art
La Saint Martin's School of Art fue creada en 1854 por el obispo Henry Mackenzie, vicario de la iglesia de St Martin-in-the-Fields. Se independizó de la iglesia en 1859.  Frank Martin se convirtió en jefe del departamento de escultura en 1952; trajo como profesores a jóvenes escultores y recién graduados del departamento. Entre estos, Anthony Caro fue particularmente influyente. El grupo que lo rodeaba llegó a ser conocido como la Nueva Generación de escultores británicos y el departamento de escultura de Saint Martin se convirtió, en palabras del artista Tim Scott en: "el más famoso del mundo del arte".  Saint Martin's pasó a formar parte del London Institute en 1986 y se fusionó con Central en 1989.
Para conmemorar sus orígenes y el vínculo entre la iglesia de St Martin-in-the-Fields y la facultad Central Saint Martins, en octubre de 2017 se organizó una exposición en la cripta de la iglesia titulada Central Saint Martins in the Fields", con obras de arte y diseño de estudiantes graduados ese mismo año.

### Centro de Drama en Londres
El Centro de Drama de Londres fue fundado en 1963 por un grupo de maestros y estudiantes escindidos de la Escuela Central de DRama y Oratoria, liderados por John Blatchley, Yat Malmgren y Christopher Fettes. La escuela es miembro de Drama UK y sus cursos de actuación básicos cuentan con acreditación de Drama UK. El Centro de Drama de Londres se fusionó con Central Saint Martins en 1999. En el 2020 se anunció el cierre del centro, pero los cursos de actuación contiúan bajo la tutela de Martins.

### Escuela de Arte Byam Shaw
La Escuela de Arte Byam Shaw fue fundada por los artistas John Byam Shaw y Rex Vicat Cole en 1910 como una escuela de dibujo y pintura. Originalmente estaba ubicada en la calle Campden, Kensington, y se mudó a un espacio más amplio en Archway en  1990. Fue fusionada con Central Saint Martins en el 2003.

## Escuelas y ubicación
La enseñanza en Central Saint Martins está organizada en nueve programas, que incluyen actuación, arte, diseño, moda, gráficos y joyería y textiles, así como cursos básicos.
Central Saint Martins se mudó a un complejo de almacenes reconvertido en Granary Square en King's Cross en 2011. La mayor parte de la universidad se encuentra allí, pero también usa el antiguo edificio Byam Shaw en Elthorne Road, Archway y las instalaciones en Richbell Place, Holborn.

## Egresados destacados
Entre los egresados de la escuela se cuenta Laure Prouvost ganadora del Turner Prize, el músico Jarvis Cocker, y numerosos diseñadores de moda, tales como Sarah Burton, John Galliano, Stella McCartney, Alexander McQueen, Zac Posen y Riccardo Tisci.